# Aquitania (Schiff)
Die Aquitania war ein 1914 fertiggestellter Passagierdampfer der Cunard Line für den Transatlantik-Linienverkehr zwischen Großbritannien und den USA. Sie zählt aufgrund ihrer außergewöhnlich langen Dienstzeit, zu der beide Weltkriege gehörten, noch heute zu den bekanntesten Atlantiklinern und war von 1935 bis zu ihrer Abwrackung 1950 der letzte existierende Vierschornsteindampfer. Als Antwort der Cunard Line auf die Olympic-Klasse der konkurrierenden White Star Line gebaut, war die Aquitania vor allem in den 1920er und 1930er Jahren einer der beim Reisepublikum beliebtesten und ökonomisch erfolgreichsten Transatlantikliner. Im englischen Sprachraum wurde das Royal Mail Ship aufgrund seiner noblen Ausstattung und der eleganten Linienführung als „The Ship Beautiful“ (dt.: „Das schöne Schiff“) bezeichnet.

## Entstehung und Bau

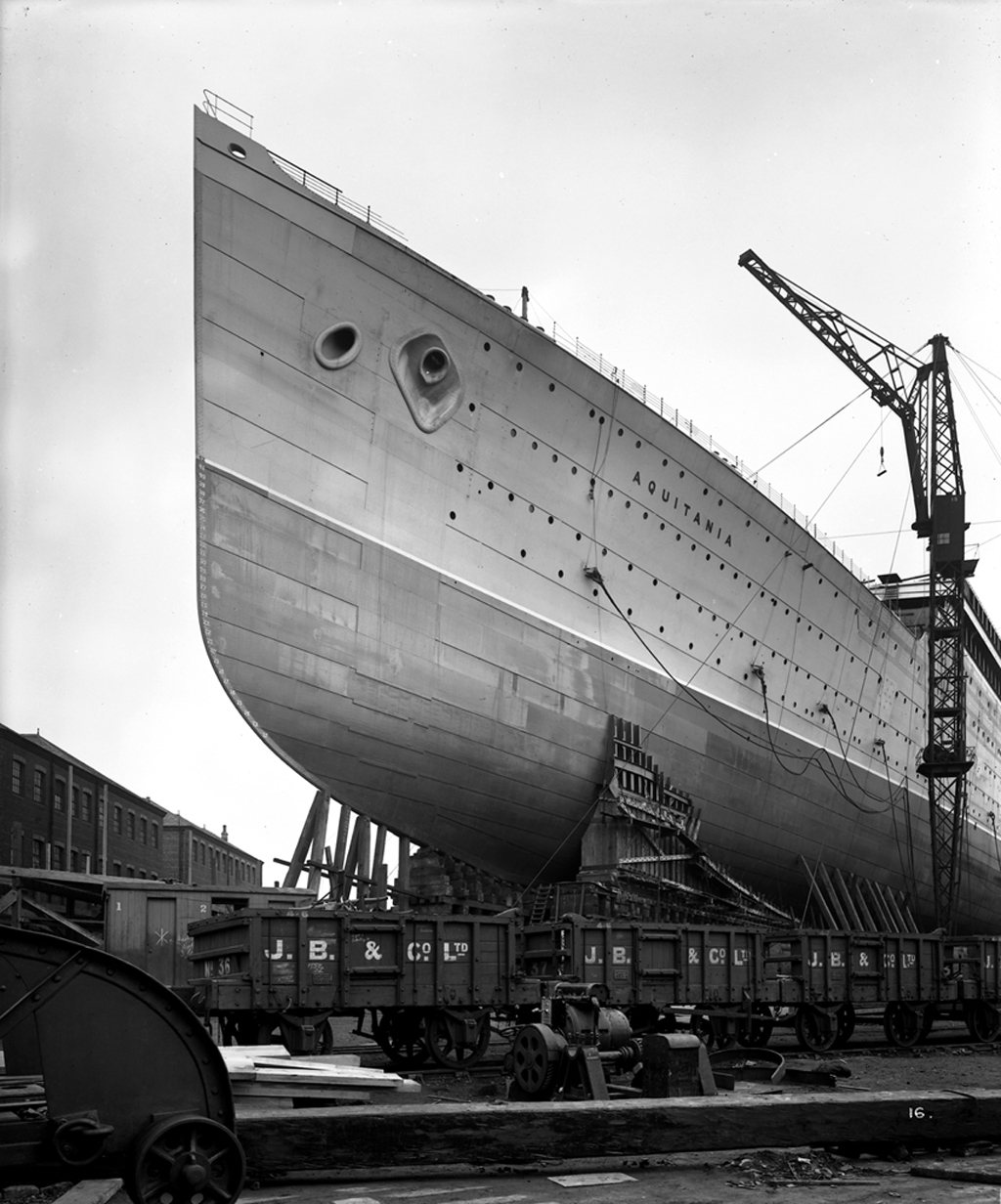
Die Aquitania liegt zum Stapellauf bereit (1913)

Mit der Fertigstellung der beiden Schwesterschiffe Mauretania und Lusitania im Jahr 1907 hatte die Reederei Cunard eine unangefochtene Spitzenstellung im transatlantischen Passagierverkehr erreicht. Zwar waren in den danach folgenden Jahren deutlich größere Schiffe für konkurrierende in- und ausländische Schifffahrtslinien gebaut worden (z.B die Olympic-Klasse der White Star Line oder die Imperator-Klasse der deutschen HAPAG), doch die Kombination aus unerreicht hoher Geschwindigkeit, luxuriöser Ausstattung und der Tatsache, dass Cunard zwei sich gegenseitig ergänzende Schnelldampfer unterhielt, sicherten der Linie einen gewissen Vorsprung. Trotzdem standen beide Schiffe angesichts der Größenentwicklung im Passagierschiffbau, mit der auch immer mehr Annehmlichkeiten in der Ausgestaltung der Räumlichkeiten verbunden waren, allmählich in der Gefahr, ins Hintertreffen zu geraten. Cunard beschloss daher, als Ergänzung zu den beiden Schwesterschiffen ein drittes Schiff für den Liniendienst in Auftrag zu geben, das zwar nicht ganz so schnell sein sollte wie Mauretania und Lusitania, dafür aber in den Abmessungen und der Ausstattung neue Maßstäbe im britischen Passagierschiffbau setzen sollte.
Am 8. Dezember 1910 wurde der Bauauftrag für den neuen Schnelldampfer an die Werft John Brown & Company in Clydebank vergeben, die bereits die Lusitania gebaut hatte. Für das Design des neuen Schiffes zeichnete Cunards führender Schiffsbauer, Leonard Peskett, verantwortlich, der sich mit den Entwürfen für Mauretania und Lusitania einen ausgezeichneten Ruf erworben hatte. Eineinhalb Monate später wurde für den zu bauenden Dampfer der Name Aquitania festgelegt, der – den Traditionen der Reederei Cunard entsprechend – auf „-ia“ endete und damit zudem an die Namensgebung seiner künftigen „Schiffskolleginnen“ erinnerte, die ebenfalls nach historischen Regionen hießen. Trotz dieser Namensähnlichkeit waren Aquitania einerseits sowie Mauretania und Lusitania andererseits aber keine Schwesterschiffe.
Im Juni 1911 erfolgte die Kiellegung der Aquitania, und am 21. April 1913 konnte der 22.000 Tonnen schwere Rumpf des Schiffes vom Stapel gelassen werden, nachdem er von der Gräfin von Derby getauft worden war. Bis zum 10. Mai 1914 erfolgten dann die Ausrüstung und Innenausstattung des Schiffes.

## Design und Innenausstattung
Das Ziel war es, mit der Aquitania eine völlig neue Qualität in der Ausstattung britischer Passagierschiffe zu erreichen. Insbesondere die Olympic der White Star Line galt als der zu übertreffende Maßstab. Ursprünglich sollte dies nicht nur auf dem Gebiet der Raumgestaltung, sondern auch in der Schiffsgröße verwirklicht werden, doch die Aquitania erreichte die angestrebten 47.000 BRT nicht: Mit nur rund 45.600 BRT blieb sie hinter der Olympic zurück, die nach einem Umbau 1913 ca. 46.300 BRT groß war. Trotzdem war die Aquitania das erste britische Schiff mit einer Länge von mehr als 900 Fuß (274 Meter) und konnte somit wenigstens den Titel „Längstes britisches Schiff“ beanspruchen.
Die Raumaufteilung ähnelte in ihren Grundlagen der auf Mauretania und Lusitania, doch die enorme Größensteigerung der Aquitania ermöglichte ein deutlich erweitertes Raumangebot mit einer Vielzahl an Ergänzungen, die den Komfort des Schiffes für die Passagiere wesentlich erhöhten.

### Erste Klasse
Die Erste Klasse an Bord der Aquitania verfügte über eine Vielzahl an kostbar ausgestatteten und großzügigen Räumlichkeiten. Auf dem A-Deck des Schiffes lagen ein Lese- und Schreibsalon, das Foyer des großen Treppenhauses, zwei Galerieräume, die als zusätzliche Salons fungierten, eine prächtige Lounge mit erhöhter Decke, weiß-goldenem Stuck und kunstvollen Deckengemälden, die rund 45 Meter lange „Große Galerie“ des Schiffes, in der – erstmals auf einem Passagierschiff – in aufwendig gestalteten Vitrinen und Wandschränken Schmuckobjekte und Kunstwerke ausgestellt waren, sowie ein mit dunklem Holz getäfelter Rauchsalon. Auf der das Deck umlaufenden Promenade waren zu beiden Seiten der Lounge sogenannte „Garten-Lounges“ vorhanden; mit Korbmöbeln, Fachwerk und Wandbepflanzung ausgestattete Terrassencafés. Auf dem D-Deck des Schiffes lag der zwei Decks hohe Speisesaal, der im Stil Ludwigs XVI. in Weiß, Gold und Pastelltönen ausgeschmückt war. Als Ergänzung zum Speisesaal war außerdem ein ganz im jakobinischen Stil gehaltener „Grillroom“ vorhanden, in dem man für einen Aufpreis in einer etwas privateren Atmosphäre als im großen Speisesaal die Mahlzeiten einnehmen konnte. Anders als auf den konkurrierenden Schiffen der HAPAG und der White Star Linie handelte es sich bei dem Grillroom jedoch nicht um ein eigenes Restaurant mit separatem À-la-carte-Menü. Ein derartiges Angebot entsprach noch bis in die frühen 1930er Jahre nicht den Traditionen der Cunard Line. Ein Deck tiefer lag eine Schwimmhalle mit einem angrenzenden Sport- und Gymnastikraum. Die teuersten Unterkünfte auf dem Schiff waren acht Suiten auf dem B-Deck, die nach berühmten Künstlern benannt waren; von diesen die größten waren wiederum die Gainsborough- und die Reynolds-Suite, die jeweils über ein eigenes Vestibül, einen Wohnraum, eine private Veranda, zwei Bäder mit Toilette und drei Schlafzimmer verfügten.
Ein wesentlicher Aspekt vor allem bei der Gestaltung der Kabinen, aber auch einiger öffentlicher Räume (wie dem Speisesaal oder dem Lese- und Schreibraum) war der weitgehende Verzicht auf Verschnörkelungen, prunkvolle Schnitz- und Stuckarbeiten und Schmuckgegenstände. Auf der Aquitania herrschten klare Formen und ebene Oberflächen vor, die eine eher schlichte Eleganz erzeugten. Dies bildete einen erheblichen Kontrast zum eher überladenen Design anderer zeitgenössischer Schiffe (siehe Weblink).

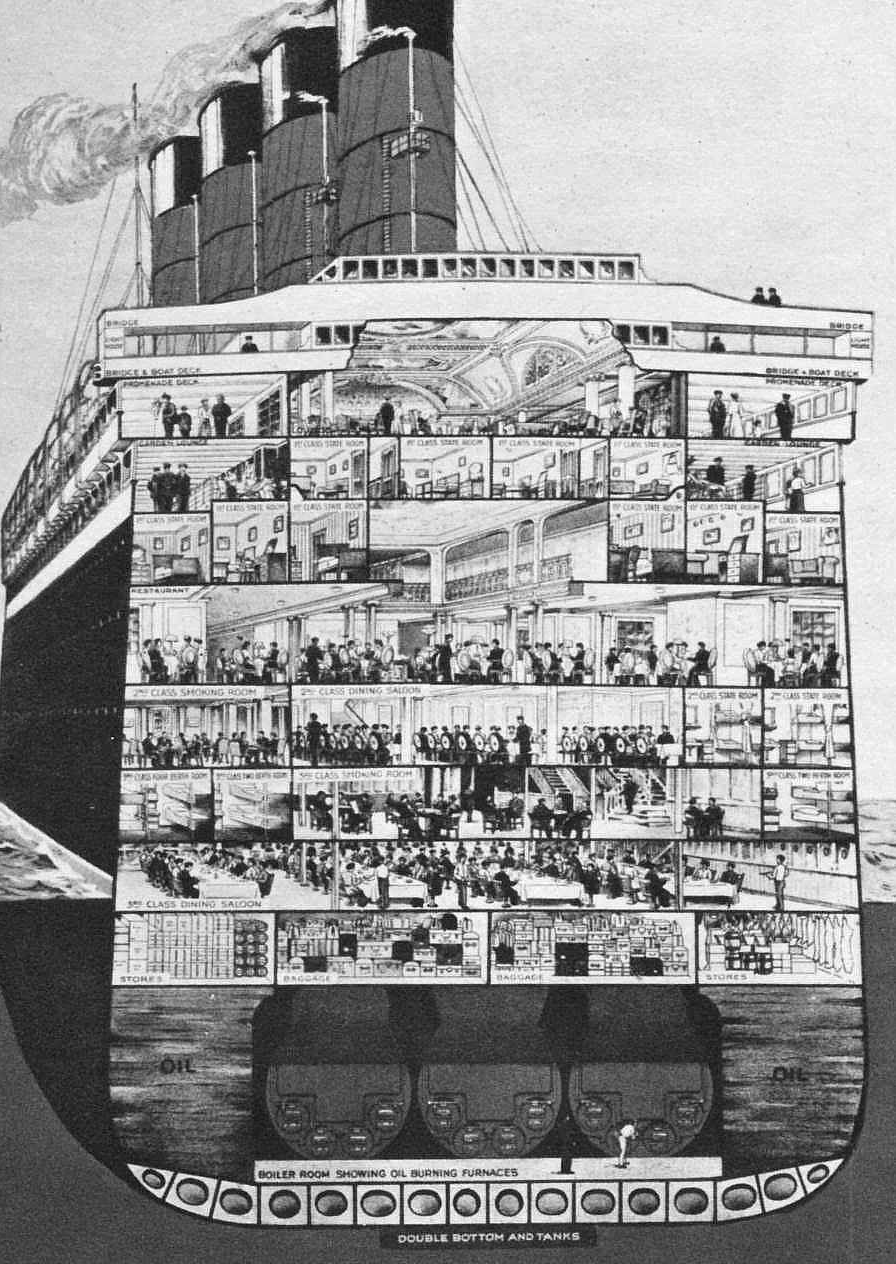
Querschnitt durch die Aquitania. Die erhöhte Lounge auf Deck A und der zweigeschossige Speisesaal der Ersten Klasse auf Deck D sind gut zu erkennen

### Zweite Klasse
Die Ausstattung der Zweiten Klasse an Bord der Aquitania entsprach in Qualität und Größe der Räumlichkeiten der Ersten Klasse auf anderen zeitgenössischen Schiffen. Neben einem außergewöhnlich großen Speisesaal, der ebenfalls zwei Decks hoch war, waren ein Lese- und Schreibsalon, eine Lounge, ein Rauchsalon und ein eigenes Verandacafé vorhanden. All diese Räume waren kunstvoll in verschiedenen Stilepochen ausgeführt und mit teurem Mobiliar versehen.

### Dritte Klasse
Noch vor dem Ersten Weltkrieg als kostengünstige, vergleichsweise spartanisch ausgestattete Auswandererklasse konzipiert, wurde die Dritte Klasse der Aquitania in den 1920er Jahren zur Touristenklasse umfunktioniert und entsprechend in der Ausstattung aufgewertet. Geräumige Mehrbettkabinen, ein großzügiger Speisesaal, mehrere öffentliche Räume sowie überdachte Promenadendecks boten dort ein ausgewogenes Preis-Leistungs-Verhältnis für die Passagiere.

## Maschinenanlage
Die Aquitania war mit insgesamt sechs Turbinen ausgerüstet, von denen vier für den Vorwärts- und zwei für den Rückwärtsschub vorgesehen waren. Jeweils eine Turbine trieb einen Propeller an, die beiden Turbinen für die Rückwärtsfahrt waren an die beiden inneren Propeller angeschlossen. Diese Anlage leistete insgesamt rund 56.000 PS Standard, konnte aber tatsächlich über 60.000 PS erreichen. Das Schiff erreichte Durchschnittsgeschwindigkeiten von etwa 23 bis 24 Knoten und zeichnete sich durch eine außergewöhnliche Laufruhe und das Fehlen spürbarer Vibrationen aus; ein Problem, das auf vielen anderen Schiffen der Zeit als unangenehm empfunden wurde. Laut Aussage des Chefingenieurs der Aquitania, George Patterson, lag der Grund dafür in der außergewöhnlich gelungenen Synchronisation der vier Turbinen und damit der Umdrehungen der Schiffspropeller.
Vor dem Ersten Weltkrieg noch durch Kohlefeuerung beheizt, wurde die Kesselanlage des Schiffes nach der Überholung 1919/20 auf den deutlich wirtschaftlicheren und leistungseffizienteren Ölbetrieb umgestellt.

## Einsatzgeschichte

### Vor dem Ersten Weltkrieg

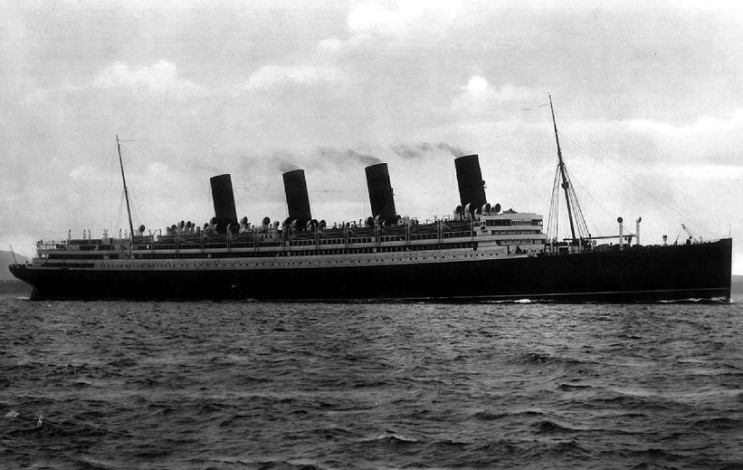
Die Aquitania im Jahr 1914

Ihre Probefahrten absolvierte die Aquitania Anfang Mai 1914 im Firth of Clyde und erfüllte sämtliche in sie gesetzten Erwartungen. Auf ihrer Jungfernfahrt vom 30. Mai bis 5. Juni 1914 von Liverpool nach New York erreichte sie eine Durchschnittsgeschwindigkeit von 23 Knoten. Auf der Rückreise beförderte sie 2.649 Passagiere, so viele wie nie zuvor auf einem britischen Schiff auf dieser Route. Nach nur drei Rundreisen wurde sie jedoch nach Ausbruch des Ersten Weltkriegs zum Militärdienst eingezogen und zum bewaffneten Hilfskreuzer umgebaut.

### Im Ersten Weltkrieg
Nach Bestückung mit der für Hilfskreuzer üblichen Bewaffnung ging sie ab 8. August 1914 auf Patrouillenfahrt. Im gleichen Jahr stieß sie mit dem Leyland-Liner Canadien zusammen und wurde beschädigt, so dass sie nach Liverpool zur Reparatur zurückkehren musste. Während des Werftaufenthalts entschloss sich die Admiralität dazu, die Aquitania zusammen mit der Mauretania aufzulegen, weil sie den Militärs wegen ihrer Größe zu leicht verwundbar erschien. Die Bewaffnung wurde entfernt.
Die Aufliegezeit dauerte bis Mai 1915, dann wurde sie zum Truppentransporter für die Operation Gallipoli. Innerhalb von vier Monaten verschiffte sie 30.000 Soldaten, wobei ihre Größe und Geschwindigkeit für diese Art von Verwendung äußerst nützlich waren. Nachdem die Operation im August fehlschlug, wurde sie zum Lazarettschiff umgebaut. Dafür wurden die großen Gesellschaftsräume auf den oberen Decks zu Krankenstationen umgerüstet. Nach kurzer Werftzeit Mitte 1916 diente sie bis zum Jahresende weiter als schwimmendes Hospital, war dann aber für das gesamte folgende Jahr aufgelegt.
1918 wurde sie wieder als Truppentransporter eingesetzt und brachte amerikanische Truppen über den Atlantik nach Europa. Während dieser Zeit fuhr sie mit Tarnanstrich. Am 9. Oktober 1918 stieß sie vor der irischen Küste mit dem US-Zerstörer Shaw zusammen. Dabei kamen auf dem Zerstörer zwölf Menschen ums Leben. Die Aquitania erreichte mit 8000 Soldaten an Bord sicher den Hafen von Southampton.

### Nach dem Ersten Weltkrieg
Nach Friedensschluss brachte die Aquitania amerikanische und kanadische Truppen in ihre Heimat und kehrte mit der ersten Abfahrt von Southampton am 28. Juni 1920 in den kommerziellen Dienst zurück. Einer gründlichen Überholung in einer Werft am Tyne folgte zusammen mit den beiden Cunard-Linern RMS Mauretania und RMS Berengaria der Liniendienst nach New York. Mit den drei Schiffen konnten zwei Abfahrten pro Woche angeboten werden. Im Winter unternahm sie bei Bedarf Kreuzfahrten.

### Zwischen der großen Depression und dem Zweiten Weltkrieg
Die Depression nach der Weltwirtschaftskrise traf die Passagierschifffahrt so hart, dass die Mauretania aus dem Liniendienst genommen und auf Kreuzfahrt geschickt wurde. Durch die Fusion der Cunard Line mit der White Star Line kamen 1934 zwei weitere Schiffe, die Majestic und die Olympic hinzu. In dieser Zeit lief die Aquitania im Solent, der Wasserstraße zwischen der engl. Südküste und der Isle of Wight, zweimal auf Grund, davon einmal 26 Stunden, erlitt dabei aber keine ernsthaften Beschädigungen.
1936 kam der Neubau Queen Mary neu in Fahrt, nachdem in den Jahren zuvor die Majestic, die Olympic und die Mauretania außer Dienst gestellt worden waren. Ursprünglich war beabsichtigt gewesen, die Aquitania durch den zweiten Cunard-Neubau Queen Elizabeth zu ersetzen, doch der Kriegsausbruch verhinderte dies.

### Im Zweiten Weltkrieg
Sie wurde erneut als Truppentransporter benötigt. Zunächst brachte sie kanadische Soldaten nach Großbritannien, im März 1940 wurde sie nach Sydney expediert, um australische Truppen nach Mittelost zu bringen. Danach fuhr sie im Geleitzug WS 1 britische Soldaten nach Ceylon. Am 25. November 1941 nahm sie die Überlebenden des deutschen Hilfskreuzers Kormoran auf, der sechs Tage zuvor den australischen Leichten Kreuzer Sydney versenkt hatte. Während der folgenden Jahre führten die Soldatentransporte das Schiff nach Rio de Janeiro, Kapstadt, Fremantle, Sues, Aden und Wellington. Bei der Werftüberholung in New York wurden zwei 6-Zoll- und mehrere kleinere Geschütze installiert.
1942 nutzte man die Aquitania, um evakuierte US-Amerikaner nach dem Angriff auf Pearl Harbor von Hawaii nach Kalifornien zu bringen.

### Nach dem Zweiten Weltkrieg
1946 war das Schiff Gastgeber für die Außenministerkonferenz der vier Siegermächte USA, Großbritannien, Frankreich und Sowjetunion in New York. Gegen Ende des Jahres 1947 wurde sie mit Auswanderern nach Australien geschickt, und im März 1948 startete sie einen regelmäßigen Auswandererdienst nach Kanada.
Bei dem Werftaufenthalt zuvor wurde an Bord Platz für zusätzliche 1700 Reisende geschaffen. Wegen der dürftigen Ausstattung wurde dies die „spartanische Klasse“ genannt. Das hohe Alter brachte schließlich das Aus. Die Aquitania, der letzte noch existierende Passagierdampfer mit vier Schornsteinen, wurde nach Beendigung der letzten Reise im Dezember 1949 zur Verschrottung verkauft.

## Sonstiges
Die Aquitania hält mit 903 Atlantiküberquerungen Platz 3 nach der Queen Elizabeth 2 (ca. 1050) und der Queen Mary (1001).